# Zelotes solstitialis
Zelotes solstitialis är en spindelart som beskrevs av Levy 1998. Zelotes solstitialis ingår i släktet Zelotes och familjen plattbuksspindlar. Inga underarter finns listade i Catalogue of Life.